# タイド (ライトレール)
タイド (The Tide) は、アメリカ合衆国バージニア州ノーフォークを走るライトレールである。

## 概要
路線数は1本で、11の駅がある。軌間1,435 mm, 直流750 V, 架空電車線方式。2011年8月19日に開業した。 車両はシーメンス・アヴァントが使われている。